# آلدئا ان کابو
آلدئا ان کابو (به اسپانیایی: Aldea en Cabo) یک شهرستان در اسپانیا است که در استان تولدو واقع شده‌است.

## خصوصیات
آلدئا ان کابو ۲۶ کیلومترمربع مساحت و ۲۰۶ نفر جمعیت دارد و ۵۰۹ متر بالاتر از سطح دریا واقع شده‌است.